# نعوم مغبغب
نعوم مغبغب (ت. 1338 هـ / 1919 م) هو أديب لبناني.
تولى نظارة إحدى المدارس الإنكليزية بالقاهرة. توفي في عين زحلتا بلبنان.

## آثاره
- كتب رسالة في «تربية دود الحرير».
- أشرف على طبع «تاريخ الأمير حيدر الشهابي»، مع إضافات.